# لي إم. هولاندر
لي إم. هولاندر (بالإنجليزية: Lee M. Hollander)‏ هو مترجم أمريكي، ولد في 8 نوفمبر 1880، وتوفي في 19 أكتوبر 1972.